# Judith Grabiner
Judith Victor Grabiner (1938) é uma historiadora da matemática estadunidense.

## Publicações selecionadas
- Grabiner, Judith V. (1981). The Origins of Cauchy's Rigorous Calculus. [S.l.]: Dover. pp. 40–42. ISBN 0-486-43815-5